# Irlande aux Jeux olympiques d'été de 2004
L'Irlande participe aux Jeux olympiques d'été de 2004 à Athènes. Il s'agit de la 18e participation de l'équipe d'Irlande à des Jeux d'été. Le pays revient de ces Jeux sans médaille.

## Participants
La délégation est composée de 46 athlètes dont trente-deux hommes et quatorze femmes engagés dans neuf sports.